# Dellaventura
Dellaventura  è una serie televisiva statunitense in 14 episodi trasmessi per la prima volta nel corso di una sola stagione dal 1997 al 1998.
È una serie poliziesca d'azione incentrata sui casi affrontati dall'investigatore privato di New York Anthony Dellaventura.

## Personaggi e interpreti
- Anthony Dellaventura (14 episodi, 1997-1998), interpretato da Danny Aiello.
- Teddy Naples (14 episodi, 1997-1998), interpretato da Rick Aiello.
- Jonas Deeds (14 episodi, 1997-1998), interpretato da Byron Minns.
- Geri Zarias (14 episodi, 1997-1998), interpretata da Anne Ramsay.
- Frankie (12 episodi, 1997-1998), interpretato da Frank Bongiorno.
- Lo chef (4 episodi, 1997), interpretato da Joe Pecoraro.
- John (3 episodi, 1997), interpretato da Tim Gallin.
- Detective Downing (3 episodi, 1997), interpretato da Jimmy King.
- Tenente Tom Bevnic (2 episodi, 1997), interpretato da James Handy.
- Alfano's Wiseguy (2 episodi, 1997), interpretato da Tony Ray Rossi.
- Dimitri (2 episodi, 1997), interpretato da Ivan Stamenov.
- Lamar Stevens (2 episodi, 1997), interpretato da Don Wallace.
- Stacy, interpretata da Stacey Louis.

## Produzione
La serie, ideata da Richard Di Lello, Julian Neil e Bernard Nussbaumer, fu prodotta da Rysher Entertainment e girata a New York. Le musiche furono composte da Joe Delia.

### Registi
Tra i registi sono accreditati:
- Danny Aiello III in 2 episodi (1997-1998)
- Michael Dinner in 2 episodi (1997)

### Sceneggiatori
Tra gli sceneggiatori sono accreditati:
- Richard Di Lello in 14 episodi (1997-1998)
- Julian Neil in 14 episodi (1997-1998)
- Bernard L. Nussbaumer in 14 episodi (1997-1998)
- Frank Abatemarco in 3 episodi (1997-1998)
- Richard Vetere in 3 episodi (1997-1998)
- Joe Viola in 2 episodi (1997-1998)
- Michael Cole Dinelli in 2 episodi (1997)
- Georgina Lindsey in 2 episodi (1997)
- Tom Towler in 2 episodi (1997)
- Tom Blomquist

## Distribuzione
La serie fu trasmessa negli Stati Uniti dal 23 settembre 1997 al febbraio 1998 sulla rete televisiva CBS. In Italia è stata trasmessa su Rete 4 nell'estate 1999. con il titolo Dellaventura. È stata distribuita anche in Francia con il titolo Dellaventura.

## Episodi
| Stagione       | Episodi | Prima TV USA |
| -------------- | ------- | ------------ |
| Prima stagione | 14      | 1997-1998    |